# 白蓮花大飯店 (第三季)
第三季的《白蓮花大飯店》（英語：The White Lotus season 3）是一部于2025年2月17日在HBO首播，共8集的美国好莱坞的喜剧电视剧。

## 演员阵容
- 莱丝莉·比伯（英语：Leslie Bibb） 饰演 Kate
- 凱莉·庫恩 饰演 Laurie
- 莎拉·凯瑟琳·胡克（英语：Sarah Catherine Hook） 饰演 Piper Ratliff
- 傑森·艾塞克 饰演 Timothy Ratliff
- Lisa[2] 饰演 Thidaporn Sornsin（Mook）
- 米歇尔·莫纳汉 饰演 Jaclyn Lemon
- 娜塔莎·罗斯威尔 饰演 贝琳达·林赛（Belinda Lindsey）
- 萨姆·尼沃拉（英语：Sam Nivola） 饰演 Lochlan Ratliff
- 帕特里克·施瓦辛格 饰演 Saxon Ratliff
- 艾米·卢·伍德 饰演 Chelsea
- 泰梅·塔普提通 饰演 Gaitok
- 克里斯蒂安·富里道尔（英语：Christian Friedel） 饰演 Fabian
- 華頓·哥金斯 饰演 Rick Hatchett
- 朱利安·科斯托夫（英语：Julian Kostov） 饰演 Aleksei
- 尼古拉斯·杜威内（Nicholas DuVernay）饰演 Zion Lindsey
- 阿纳斯·费达拉维修斯（Arnas Fedaravičius）饰演 Valentin
- 夏洛特·莱本 饰演 Chloe
- 多姆·海特拉库 饰演 Pornchai
- 摩根娜·奥雷利（英语：Morgana O'Reilly） 饰演 Pam
- 帕拉瓦迪·梅珠紅 饰演 酒店首席管家 Sritala Hollinger
- 史考特·葛倫 饰演 Jim Hollinger
- 沙利尼·佩里斯（英语：Shalini Peiris） 饰演 Amrita
- 帕克·波西  饰演 Victoria Ratliff
- 梅缇·图丁通（เมธี ทับทิมทอง）饰演 Gaitok
- 苏提猜·云 饰演  Luang Por Teera
- 普里亚·苏安达科麦 饰演

## 制作

### 拍摄
- 2023年3月，《综艺》杂志报道称，第三季的《白蓮花大飯店》很可能会在泰国的某个四季酒店拍摄[3]。迈克·怀特（英语：Mike White (filmmaker)）曾将日本本州选为拍摄地点，但最终泰国被选为第三季的拍摄地点。因为该剧在泰国拍摄可获得440万美元的税收减免，而日本没有电影奖励制度。[4]拍摄于2024年2月开始，主体拍摄在泰国的曼谷、普吉岛和苏梅岛进行。[5][6][7][8]